# Heterodon nasicus
Heterodon nasicus Baird & Girard, 1852, comunemente conosciuto come serpente muso di porco occidentale o muso di porco delle pianure, è un innocuo serpente appartenente alla famiglia Dipsadidae, distribuito nell'America del Nord e nel nord del Messico.

## Descrizione
Il muso rivolto verso l'alto del serpente muso di porcello occidentale separa questa specie dalla maggior parte degli altri serpenti nord americani. Il corpo è tozzo e grigio pallido, lungo da 40 a 80 cm con numerose righe di macchie squadrate marroni o grigie lungo il dorso. Le grandi macchie nere sul ventre sono assenti negli altri serpenti muso di porcello. Distribuzione: Canada meridionale, USA centrali e Messico nord-orientale. Nelle aree sabbiose e nelle praterie.

## Biologia

### Veleno
Il veleno di Heterodon nasicus non è attivo sull'uomo, quindi, escludendo un eventuale shock anafilattico, il loro morso può provocare un lieve rigonfiamento e un intorpidimento locale. Inoltre, essendo opistoglifi, è molto difficile che tale tossina entri in circolo dopo un morso, proprio perché i denti veleniferi si trovano in fondo alla mandibola.

### Riproduzione
La maturità sessuale viene raggiunta in due anni circa. Dopo l'accoppiamento, le femmine depongono da 4 a 20-25 uova massimo, preferendo il suolo sabbioso per la deposizione. Trascorsi 2 mesi circa, avviene la schiusa dove i piccoli misureranno 15–20 cm circa.

## Distribuzione e habitat
Heterodon nasicus è un colubroide originario del Nord America, diffuso dal Canada meridionale fino al Texas, in un'area che si estende dall'Iowa ad est e il Wyoming ad ovest.
Questo serpente abita generalmente le pianure e le zone rocciose/semiaride tipiche dell'America settentrionale. Una curiosità: se viene attaccato simula la morte, e può emettere odore cadaverico.